# Amillennialismus
Amillennialismus oder Amillenarismus gehört zu den einflussreichsten Grundauffassungen der christlichen Eschatologie – neben dem Prämillenarismus und dem Postmillenarismus.

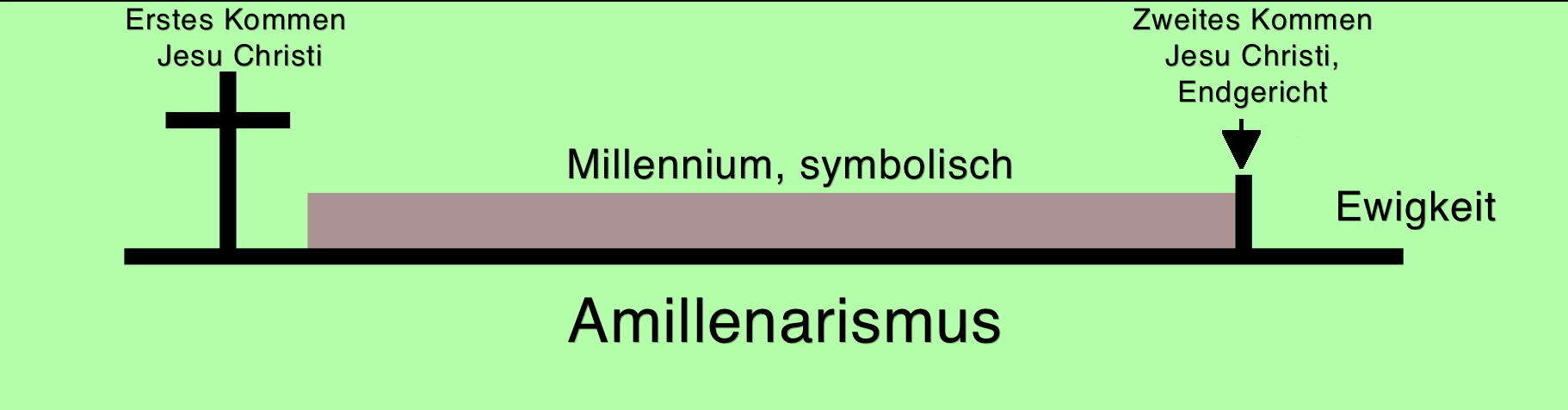
Schema der amillenaristischen Sicht des Tausendjährigen Reiches

Der Begriff leitet sich aus dem Lateinischen ab von „mille“ für „tausend“, „annus“ für „Jahr“ und der Vorsilbe „a“ als Verneinung. Er nimmt Bezug auf den Abschnitt in (Offb 20,1–6 ), wo von einem Zeitabschnitt von tausend Jahren (Millennium) die Rede ist, in welchem Satan gebunden ist und Christus mit seinen Priestern herrscht. Amillenalisten glauben nicht an eine buchstäbliche tausendjährige irdische Friedensherrschaft Christi nach seiner Wiederkunft. Als Ersatz für den Begriff „Amillennalismus“ wurde von Jay Adams der Begriff „realisierter Millennialismus“ vorgeschlagen. Innerhalb des Amillennialismus werden auch präteristische Meinungen vertreten.

## Allgemeines
Der Amillennialismus taucht in der Literatur auch in der Schreibweise Amillenarismus, Amillenalismus oder Amillenialismus auf, mit zwei oder einem n geschrieben. Amillennaristen sehen die Zahl 1000 symbolisch und glauben, dass das Reich Gottes heute in der Welt gegenwärtig ist, da der siegreiche Christus seine Kirche durch Wort und Geist regiert. Die Ursache liegt in der Erwartung der Wiederkunft Jesu Christi, die auf das Jahr 1000 erhofft wurde. Als Jesus nicht auf diesen Zeitpunkt wiederkam, gewannen die Ansichten die Oberhand, dass das Millennium rein geistig interpretiert werden müsste. 
Nach amillennialistischer Sicht erfüllen sich alttestamentliche Reichsverheißungen viel mehr auf geistliche, als auf wörtliche Weise. So wird zwar von einer buchstäblichen Wiederkunft Christi ausgegangen, jedoch eine darauf folgende tausendjährige Friedensherrschaft Christi auf dieser Erde wird abgelehnt. Das Reich Gottes bzw. speziell das Tausendjährige Reich ist demnach schon während des Zeitalters der Gemeinde gegenwärtig und das zweite Kommen Christi führt den ewigen Zustand herbei. In diesem Sinn wird auch die Offenbarung des Johannes als eine Beschreibung von Geschehnissen während des Gemeindezeitalters gedeutet. 
Grundlage für diese Auffassung ist eine allegorische Auslegung der Schrift, die ihren Anfang in der Theologie des Kirchenvaters Origenes nahm.
Anthony A. Hoekema stellt in einem Aufsatz der amillenalistischen Sichtweise die Frage, ob man zwingend davon ausgehen müsse, dass das in Offb 20,1–4  beschriebene tausendjährige Reich unmittelbar auf die in Offb 19,1  beschriebene Wiederkunft Christi folgen müsse. Die Aussage in Offb 20,1–6  lasse sich auch als Zusammenfassung der Ereignisse seit dem ersten Kommen Christi interpretieren. Hoekema stützt sich dabei auf das Offenbarungs-Auslegungssystem des sogenannten „progressiven Parallelismus“ von William Hendriksen. Die Kapitel 20 bis 22 der Offenbarung des Johannes seien als siebter Abschnitt des ganzen Buches zu verstehen.

## Kritik
Herman A. Hoyt kritisiert, dass sich der Versuch, die sieben Abschnitte auf die Zeit zwischen dem ersten und zweiten Kommen Christi anzusetzen, nicht ohne erhebliche Verwirrung durchführen lasse. George Eldon Ladd meint, dass Hoekema in drei Punkten die Regeln gesunder Exegese nicht beachte. Kapitel 19 und 20 seien allem Anschein nach miteinander verknüpft. Loraine Boettner weist darauf hin, dass es zwischen dem Postmillenialismus und dem Amillenialismus nur geringe Unterschiede gäbe, wenn man diese beiden Standpunkte dem historischen Prämillenalismus oder dem Dispensationalismus gegenüberstellt. Boettner meint, Offb 19,11–21  stelle nicht die Wiederkunft Christi dar, wie Hoekema behauptet, sondern in „bildhafter Form den Fortschritt und Kampf der Kirche nach dem ersten Kommen Christi und vor seiner Wiederkunft.“